# Херрешофф, Натанаэль Грин
Натанаэл Грин Херрешофф (18 марта 1848 года — 2 июня 1938 года) — американский военно-морской конструктор, инженер-механик, автор новаторских проектов яхт. Яхты его постройки выиграли все Кубки Америки в 1893–1920 годах.

## Биография
Херрешофф родился 18 марта 1848 года в Бристоле, Род-Айленд и был назван в честь генерала Натаниэля Грина. Он был самым младшим из трех братьев, после Льюиса и Джона Б.
Он окончил Массачусетский Технологический институт в 1870 году с трехлетней степенью в машиностроении. После окончания учебы, он был принят на работу в компанию  «Паровые двигатели Корлисса» в Провиденсе, Род-Айленд. В 1876 на Столетней выставке в Филадельфии, штат Пенсильвания, он обслуживал работу генератора со стационарным двигателем Корлисса высотой 12 м (40 футов) и мощностью 1400 л.с., который питал оборудование выставки.
В 1878 Херрешофф вернулся в Бристоль, где он и его старший брат Джон основали Производственную компанию Херрешофф (Herreshoff Manufacturing Company). Натанаэл заведовал технической частью, а его брат — коммерческой. Компания быстро выросла с 20 работающих до 400. В 1888 году произошла серьезная авария во время испытаний парохода «Say When» длиной 42 м и мощностью 875 л.с., за которыми наблюдал Херрешофф. После того, как открылся предохранительный клапан, чтобы сбросить избыточное давление, Херешофф закрыл их, чтобы лодка могла достичь расчётной максимальной скорости. Но котел взорвался, смертельно ранив члена экипажа. Из-за этого, Херрешофф был лишён лицензии инженера паровых двигателей.
Herreshoff был опытным моряком.
Два сына Натанаэла также стали конструкторами яхт: Сидни Девульф Херрешофф и Льюис Фрэнсис Херрешофф.
Он умер 2 июня 1938 года в Бристоле, Род-Айленд.

## Постройка яхт

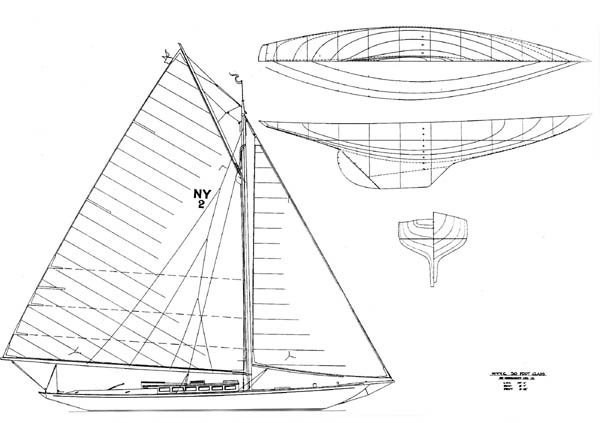
Конструкция яхты типа Нью-Йорк 30

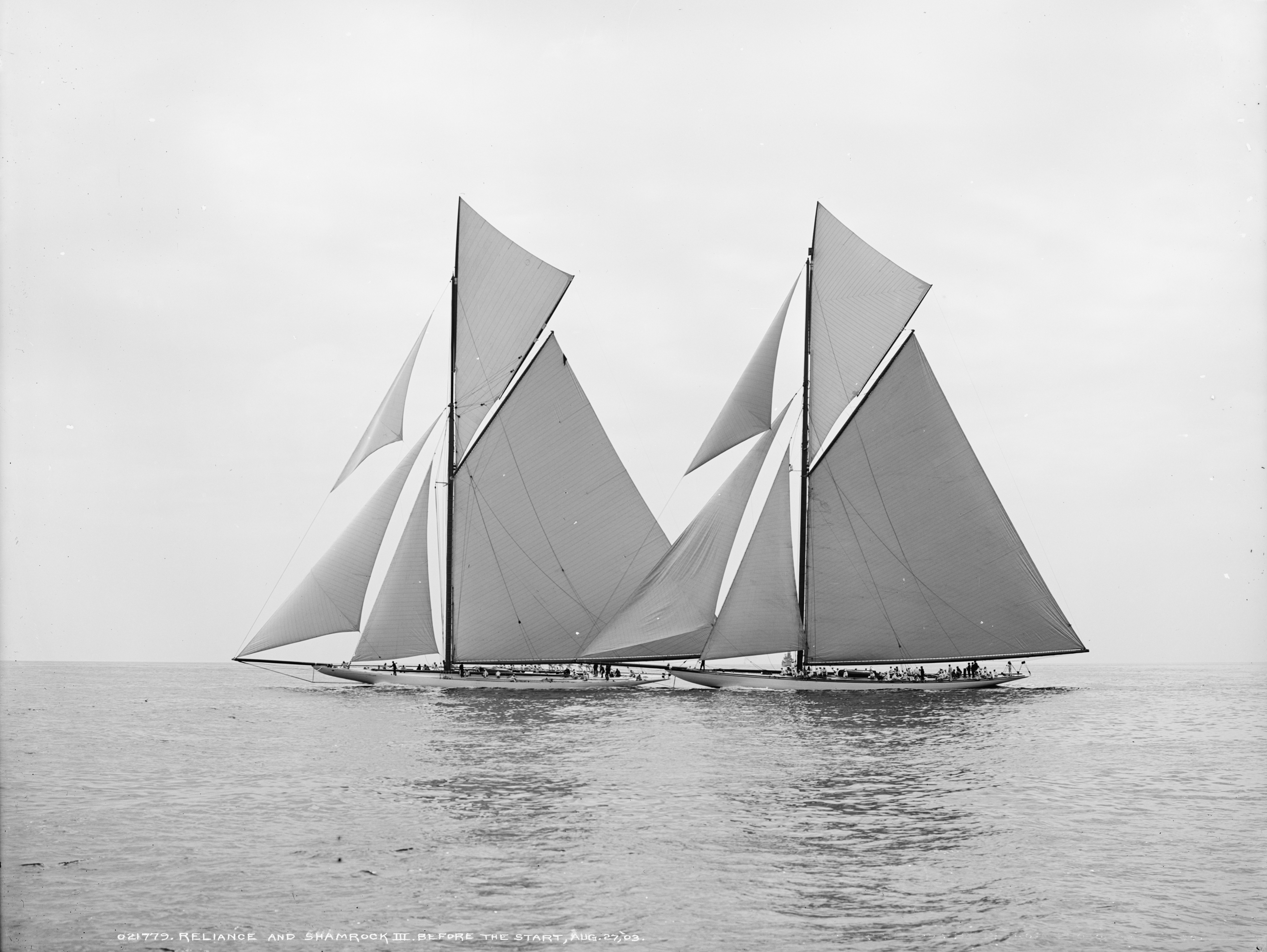
Участники Кубка Америки 1903 года «Рилаэнс» (слева) и «Шемрок III» сэра Томаса Липтона, сконструированный Уильямом Файфом

В то время как фирма в начале своего существования была ориентирована на суда с паровой тягой, к 1890 Херрешофф занялся проектированием и строительством парусных яхт для состоятельных американских клиентов, в том числе Джея Гулда, Уильяма Рэндольфа Херста, Джона Пирпонта Моргана, Корнелиуса Вандербильта III, Гарольда Стирлинга Вандербильта, Уильяма Киссама Вандербильта второго, Гарри Пейна Уитни и Александра Смита Кокрана. Производство парусных яхт в компании Херрешоффа использовало оборудование, которое увеличивало производительность труда при высоком уровне качества. Заработная плата рабочих-судостроителей в компании была самой высокой в штате Род-Айленд.
Херрешофф был известен как автор инновационных конструкций парусников своего времени. Среди его проектов и учебный детский парусник 12½ длиной 4,9 м (12½ футов по ватерлинии), и 44-метровый победитель Кубка Америки «Рилаэнс» с площадью парусов 1500 кв. м (16 000 кв. футов). Он получил первый в США патент парусного катамарана. Фирма построила яхты, выигравшие Кубок Америки: «Энтерпрайз» (1930) и «Рейнбоу» (1934, разработана Старлингом Берджессом). Все яхты-победители Кубка Америки 1893 по 1934 год были построены на верфи Херешофф.
37-метровая яхта «Дефендер» была построена со стальным набором, бронзовой обшивкой до ватерлинии и алюминиевой надстройкой для облегчения конструкции достижения более высокой скорости. Такое сочетание материалов было впервые применено во французской пресноводной гоночной яхте «Vendenesse», которая была описана в Нью-Йорк Таймс и привлекла внимание синдиката Americacup Вандербильта. В соленой воде «Дефендер» был подвержен электрохимической коррозии, которая ограничивала его прочность. «Дефендер» выиграл Кубок Америки в 1895 году, опередив яхту «Валькирия III» Лорда Данрейвен, и был использован в качестве экспериментального прототипа для следующего победителя Кубка Америки «Колумбии» в 1899 году. «Дефендер» был разбит в 1901 году.
Те из более чем 2000 его конструкций, которые дожили до настоящего времени, до сих пор используются ценителями классических яхт. Парусники лодки S-класса, разработанные в 1919 году и построенные до 1941 года, до сих пор активно участвуют в регатах Наррагансет-Бэй, Буззардс-Бэй и Западный Лонг-Айленд (Ларчмонт, Нью-Йорк). Яхты его проекта «12½» 1914 года по-прежнему строятся и участвуют в регатах в Новой Англии. Проект «Нью-Йорк 30» также используется в качестве регатно-туристской яхты.
На территории бывшей «Herreshoff Manufacturing Co.» в настоящее время находится Морской музей Херрешофф.

## Известные яхты

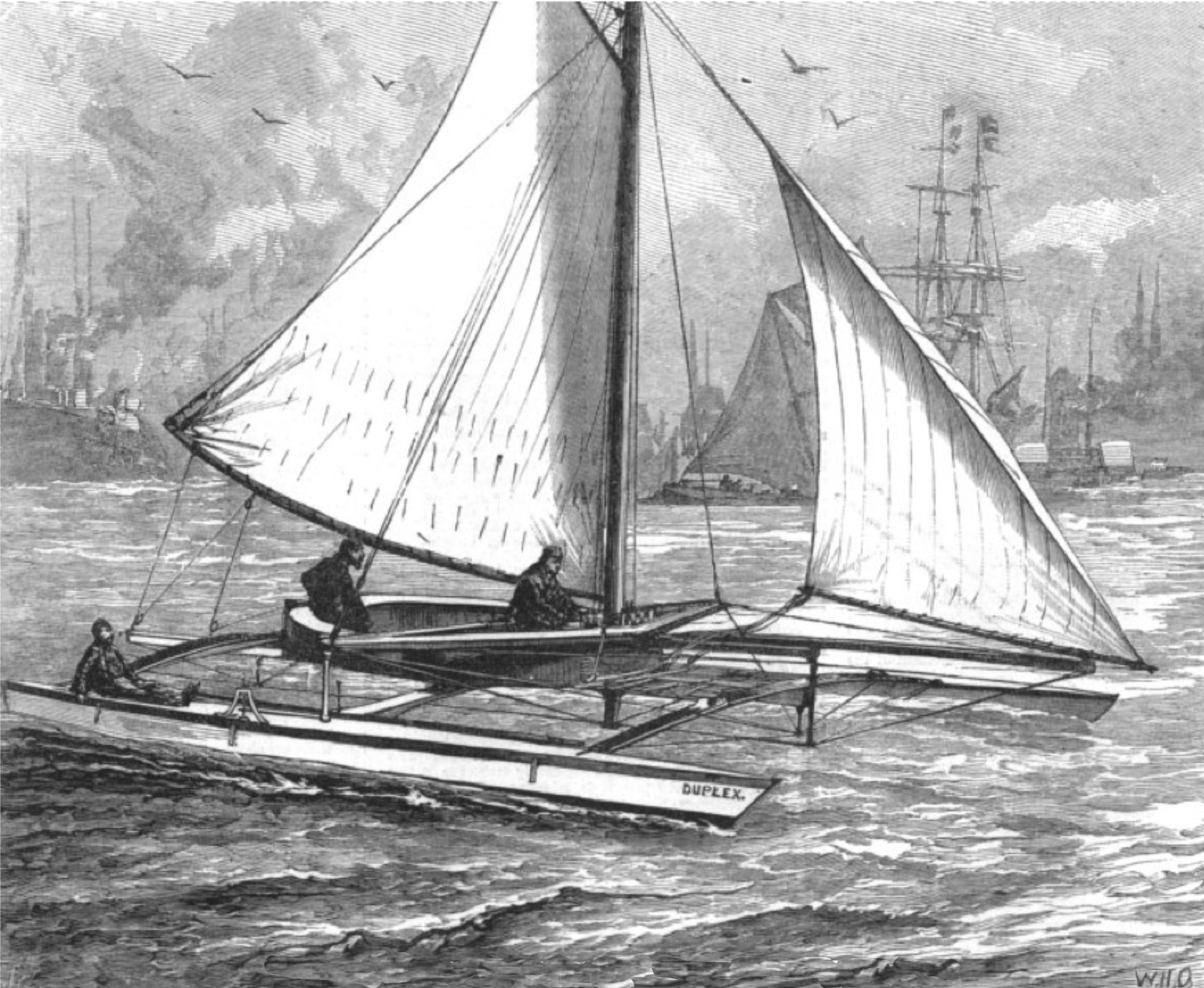
10-метровый катамаран «Дуплекс», построенный в 1877 году, на Темзе

### Паровые суда
- «Лайтнинг» (1876) —  первый торпедный катер специальной постройки в ВМС США, обладатель рекорда скорости. Оснащался шестовой миной.[10][11]

### Парусные суда
В 1876 году Херрешофф построил двухкорпусную парусную яхту собственной конструкции (патент США 189 459). Лодка под названием «Амариллис» выиграла регату 22 июня 1876 года, наглядно продемонстрировав преимущества перед обычными однокорпусными яхтами.
- «Амариллис» (1876) — парусный катамаран.
- «Дуплекс» (1877) — катамаран.
- «Хелиантус III» (1924) — 19-метровая деревянная яхта, занесённая в Национальный регистр исторических памятников.

### Кубок Америки яхты
Херрешофф спроектировал и построил следующие яхты-претенденты на Кубок Америки. Они выиграли все Кубки Америки, в которых участвовали. Сам Херрешофф был капитаном яхты «Виджилент».
- «Виджилент», 1893
- «Дефендер», 1895
- «Колумбия», 1899 & 1901
- «Релаэнс», 1903
- «Резолют», 1920

## Обзор технических достижений

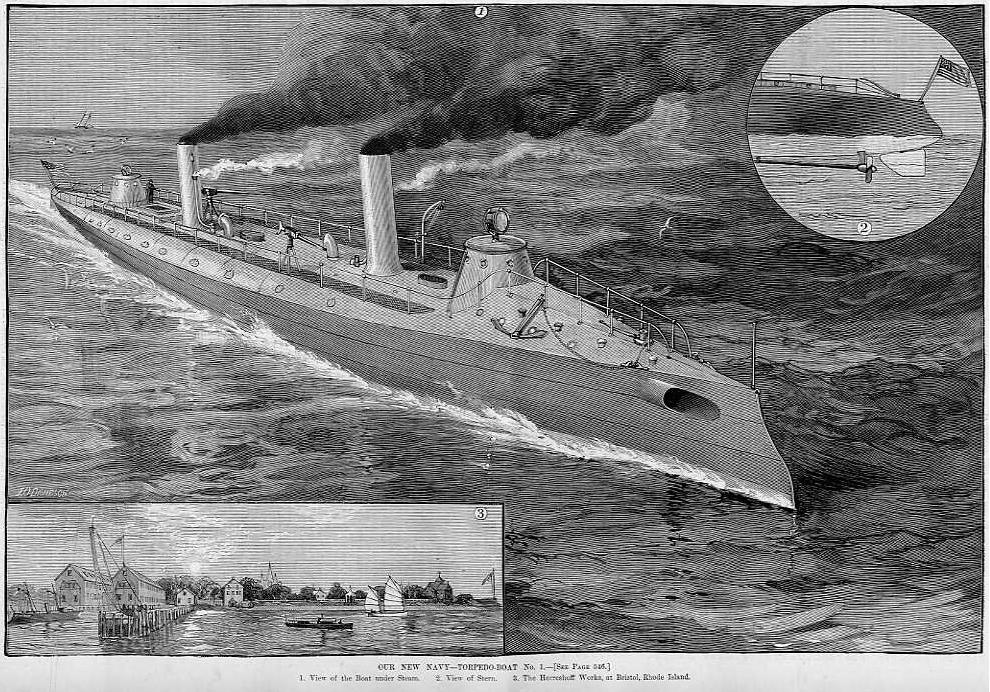
Торпедный катер Херрешоффа, гравюра из Харперс уикли, июнь 1889

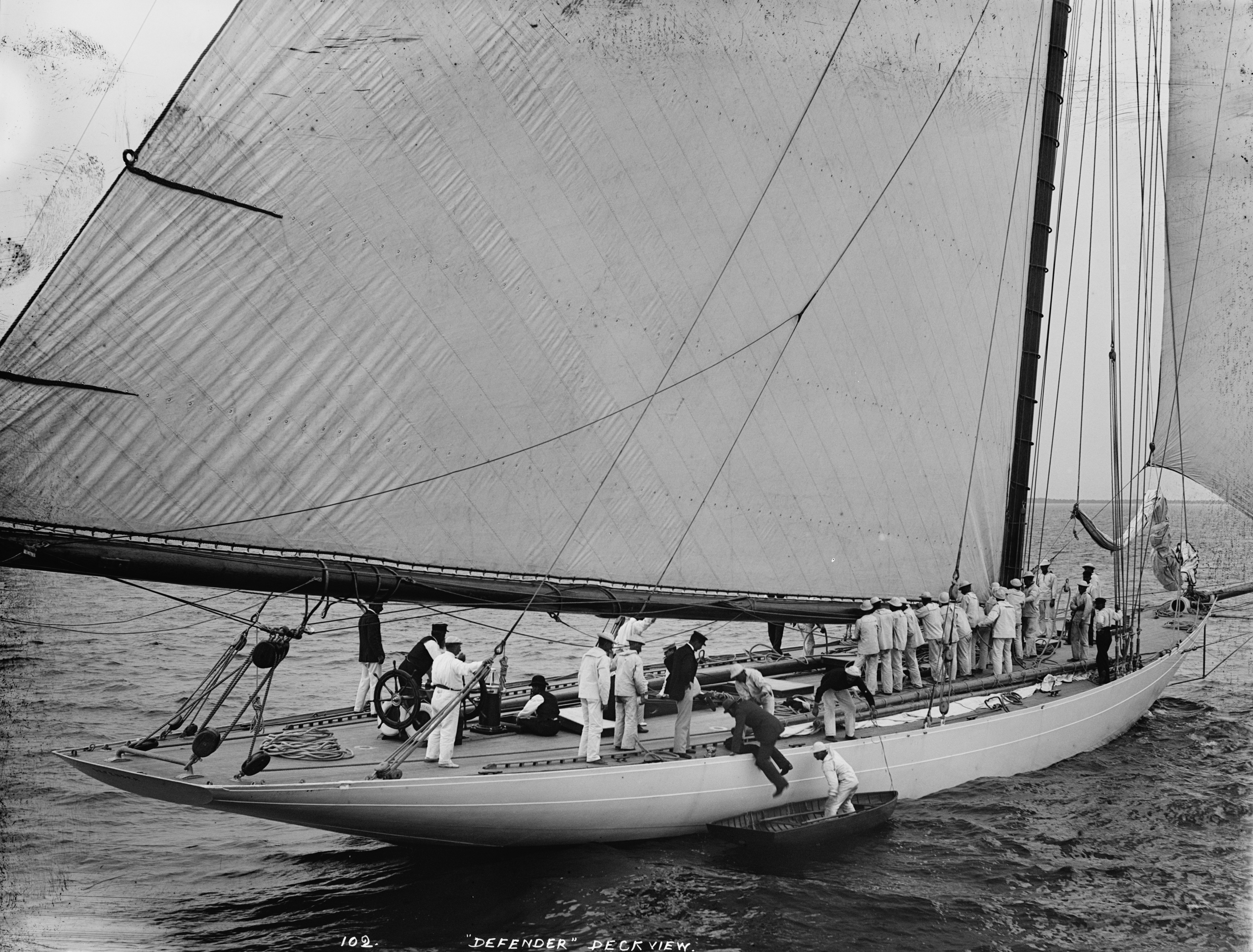
Натанаэл Херрешофф поднимается на борт «Дефендера», 1895 год. фотография Джона Джонсона

Согласно биографии Херрешоффа, написанной его сыном, за 72 года своей карьеры Херрешофф достиг следующего:
1. Спроектировал и построил пять яхт, выигравших Кубок Америки.
2. Разработал более 2000 проектов судов и более 18 000 чертежей. Между 1890 и 1938 годами количество сконструированных им яхт, которые выиграли Кубок Астор, Кубок Пуритан и Кубок Кингс превосходило количество яхт всех конкурирующих яхт-дизайнеров вместе взятых.
3. Построил первые торпедные катера для ВМС США.
4. Разработал первые формулы гандикапа (правило Херрешоффа), что позволило яхтам различных размеров и типов вместе участвовать в регатах.
5. Разработал спецификации яхт, основанные на научных расчетах нагрузки; до него большинство конструкторов яхт использовали традиционные эмпирические правила для расчёта такелажа и оснастки.
6. Придумал обтекаемый бульб и киль-плавник.
7. Изобрел Парус направляющую и задвинуть в ее нынешнем виде вместе со многими другими моделями морское оборудование.
8. Разработал длинные свесы на гоночных яхт, которые производят больше погружается ватерлинии, следовательно, большую скорость, когда идет.
9. Разработал первый легкий паровой двигатель и быстрые торпедные катера.
10. Разработал почти все методы строительства легких деревянных корпусов.
11. Введен винт крепления для опалубки в эту страну.
12. Изобрел поперечной парус, с панелями выполняется под прямым углом к пиявке, в целях борьбы с тенденцией хлопок холст' исказить под нагрузкой.
13. Разработал больше конструкций паровых двигателей, чем кто-либо ещё.
14. Разработанный веб-рамы и продольные конструкции для металлических корпусов опосля запатентованная и известная как система Ишервуд.
15. Разработал легкая полый металлический рангоут в сочетании с научно разработанным такелажем.
16. Разработала телевизор с кормы виде паровой яхты способны гонят на высокой скорости/соотношения длины.
17. Разработал первый складной винт.
18. Разработал подпалубные лебедки — «Релаэнс», 1903 год.
19. Разработан метод сращивания тросов.
20. Herreshoff яхты были первыми, чтобы прикрепить ванты и мачты лапки.
21. Изобрел современный талреп.
22. Изобрел современное крепление паруса к рангоуту с помощью направляющих и шкаторин (до этого паруса крепились к рангоуту кольцами или тросами).
23. Изобрел современные лебедки.
24. Получил первый в США патент на парусный катамаран — «Амариллис», 1876.

## Внешние ссылки
- Зал Кубок Herreshoff музей Морской / Америки Славы